# La Sirène du Mississipi (film)
Pour plus de détails, voir Fiche technique et Distribution.
Pour les articles homonymes, voir La Sirène du Mississippi.
La Sirène du Mississipi est un film français de François Truffaut, sorti en 1969.

## Synopsis
Louis Mahé, un riche industriel de La Réunion, va chercher au port Julie Roussel, qui vivait en Nouvelle-Calédonie, qu'il a contactée par une annonce matrimoniale et avec qui il a convenu de se marier sans jamais l'avoir rencontrée. Mais, à l'arrivée du Mississipi, un navire des Messageries maritimes, Louis ne reconnaît pas celle dont il a la photo (elle est d'ailleurs beaucoup plus jolie). La jeune femme lui dit avoir envoyé une fausse photo. Louis s'en formalise d'autant moins qu'il tombe quasiment instantanément sous son charme. Il l'épouse comme prévu et insiste pour transformer ses comptes bancaires en comptes communs : son compte personnel et celui de l'entreprise dont il est propriétaire pour moitié. Il ne se rend pas compte de son comportement bizarre et ignore qu'elle sort rencontrer un homme avec lequel elle se dispute.
Quelques semaines plus tard, n'ayant plus aucune nouvelle de Julie, sa sœur Berthe écrit, inquiète, à Louis, qui demande alors instamment à Julie de rassurer sa sœur. Mais elle disparaît peu après, non sans avoir vidé les deux comptes de son mari. Berthe, venue en toute hâte de Nouvelle-Calédonie à la Réunion, découvre sur la photo de mariage que Louis n'a pas épousé sa sœur, mais une aventurière qui s'est fait passer pour elle. Louis et Berthe engagent alors un détective privé, Comolli, pour retrouver l'usurpatrice et découvrir ce qu'il est advenu de la vraie Julie Roussel, suspectant qu'elle a été tuée.
Parti se reposer en France après sa désillusion, Louis Mahé est pris de faiblesse dans l'avion et se retrouve en cure de sommeil dans une clinique niçoise. Il s'y rétablit progressivement mais découvre, en regardant la télévision, que la femme qu'il a épousée et qui l'a dépouillé, travaille dans une boîte de nuit d'Antibes. Il achète une arme, remonte jusqu'à l'hôtel de la « sirène » et la menace de mort. Mais il réalise qu'il est incapable de la tuer. Elle lui avoue la supercherie et dit s'appeler Marion Vergano. C'est son amant, Richard, qui aurait tué Julie et l'aurait forcée à prendre sa place. De plus, Richard a filé avec l'argent après le vol et l'a laissée sans le sou. Louis retombe amoureux de Marion et tous deux décident de reprendre leur vie commune.
Pendant ce temps, Comolli, le détective privé que Louis et la sœur de Julie avaient engagé et payé chacun pour moitié, retrouve à son tour la trace de Marion. Pour protéger celle dont il est maintenant passionnément épris, Louis est amené à tuer Comolli qui l'a suivi jusqu'à son domicile. Aidé de Marion, il enterre le corps dans la cave de la villa qu'ils avaient louée près d'Aix-en-Provence.
Le couple s'enfuit pour Lyon et vit simplement dans un petit appartement. Mais Louis n'arrive plus à assurer le train de vie de Marion qui réclame toujours plus d'argent. Il décide de retourner à La Réunion et de vendre en urgence ses parts de la société à son associé, à moitié prix. Il rentre ainsi à Lyon avec une grosse somme d'argent liquide. Mais ils apprennent par la presse que le cadavre de Comolli a été découvert à la suite d'une inondation. La police est déjà chez eux, et ils partent alors en catastrophe, abandonnant dans leur appartement la sacoche qui contient presque tout leur argent. Ils se réfugient dans un chalet de montagne inoccupé, à proximité de la frontière suisse. Ils sont désormais quasiment sans le sou et Marion, n'acceptant pas la perspective d'une vie de couple fauché, décide in petto d'abandonner Louis. Comme il l'en empêche, elle tente de l'empoisonner avec de la mort-aux-rats. Louis s'en aperçoit, lui dit qu'il l'aime, qu'il ne regrette rien et lui demande seulement d'abréger ses souffrances. Touchée par cette preuve d'amour, Marion est saisie de honte et retombe dans ses bras.
Réconciliés, les deux amants partent ensemble à pied dans un paysage de neige, probablement pour la Suisse.

## Fiche technique
- Titre : La Sirène du Mississipi
- Réalisation : François Truffaut
- Scénario : François Truffaut, d'après le roman Waltz into Darkness de William Irish
- Musique : Antoine Duhamel
- Décors : Claude Pignot
- Costumes : Yves Saint Laurent
- Photographie : Denys Clerval
- Scripte: Suzanne Schiffman
- Son : René Levert
- Montage : Agnès Guillemot
- Production : Marcel Berbert et François Truffaut
- Directeur de production : Claude Miller
- Société de production : Les Films du Carrosse
- Coproduction : Les Productions Artistes Associés
- Société de distribution : United Artists
- Pays d'origine :  France et  Italie
- Langue originale : français
- Format : couleur (Eastmancolor) - 35 mm - 2,35:1 - son Mono
- Genre : drame
- Durée : 123 minutes
- Date de sortie : 18 juin 1969

## Distribution
- Jean-Paul Belmondo : Louis Mahé
- Catherine Deneuve : Marion Vergano / la fausse Julie Roussel
- Michel Bouquet : Comolli, le détective privé
- Marcel Berbert (avec la voix de Daniel Ceccaldi) : Jardine
- Nelly Borgeaud : Berthe Roussel
- Martine Ferrière : Mme Travers, de l'agence immobilière
- Yves Drouet : M. Hoareau
- Roland Thénot : Richard
- Alexandra Stewart : voix off petites annonces
- Delphine Seyrig : voix off petites annonces
- Catherine Rosny
- Albert Ramassamy : le curé

## Analyse

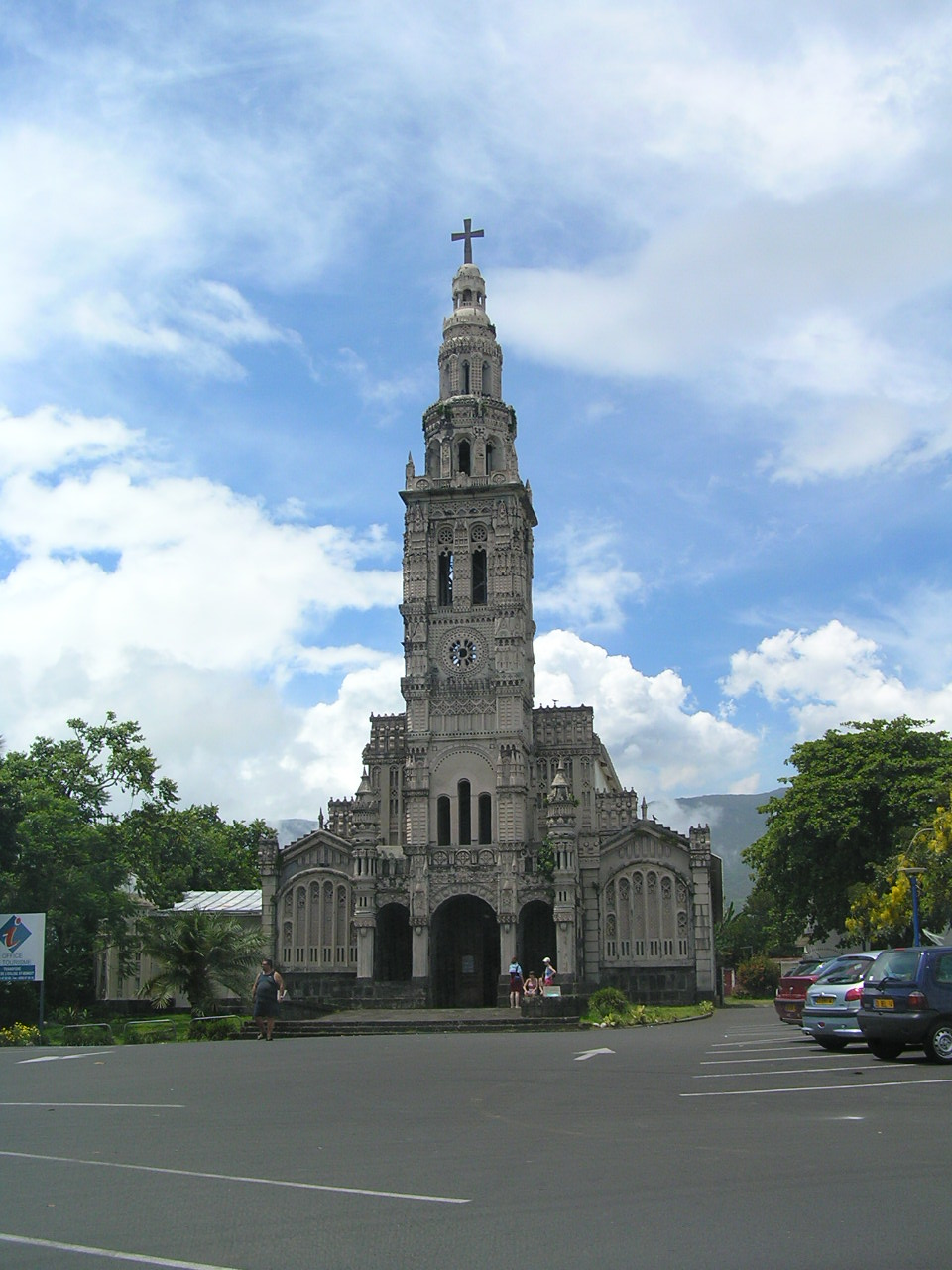
L'église de Sainte-Anne dans laquelle fut tournée la scène du mariage.

Ce film, dont l'action se déroule en partie à La Réunion, est la deuxième adaptation par Truffaut d'un roman noir de William Irish après La mariée était en noir. Jean-Paul Belmondo surprend dans un rôle plutôt inhabituel de victime devenant consentante et presque complice de sa propre fin. Les frontières sont floues entre escroquerie et amour, douleur et plaisir, tu et vous, distance et intimité.

### La pousse-au-crime et l'homme plein de principes
- Si vous ne connaissez pas le sujet, laissez ce bandeau (vous pouvez alors contacter les auteurs).
- Si vous supprimez le contenu mis en cause (vous pouvez préalablement contacter les auteurs),

argumentez précisément cette suppression dans la page de discussion
(un manque de référence n'est pas un argument ; une recherche réelle de référence doit avoir été effectuée, être formellement documentée).
Dans le rôle de la femme pernicieuse et prompte à tuer, Catherine Deneuve livre une grande interprétation, n'éprouvant que peu de scrupules face au cadavre de Comolli. Comment la percevoir ? Est-elle une pousse-au-crime ? Une véritable meurtrière ? Se joue-t-elle de son mari, quitte à l'empoisonner sans manifester la moindre émotion ? Le film ne nous livre que peu d'indices, mais l'absence filmée du premier meurtre peut pousser les spectateurs les plus méfiants à opter pour le second choix.
Il ne fait guère de doute que le personnage de Marion, incarné par Catherine Deneuve, est très largement inspiré par Manon Lescaut, l'héroïne du roman de Prévost (La véritable histoire du chevalier Des Grieux et de Manon Lescaut). Belmondo, quant à lui, livre une composition loin de ses rôles lisses de héros qu'il jouera plus tard dans sa carrière.

## Tournage
Le tournage débute à La Réunion le 2 décembre 1968 et se termine le 28 février 1969. Yves Saint Laurent signe les costumes et Claude Miller est le directeur de production (poste qu’il venait d’occuper sur Baisers volés, alors qu’il a déjà signé ses débuts de cinéaste avec le court métrage Juliet dans Paris). Le tournage se poursuit à Nice — l'entrée de la clinique où est conduit  en ambulance Louis Mahé est l'entrée (côté jardin) du musée Masséna, situé promenade des Anglais —, Aix-en-Provence, Grenoble, Lyon, Antibes et Paris.
Sur l’île, l’équipe est accueillie avec enthousiasme, et à l’écran deux décors vont particulièrement marquer les esprits. D’abord le château Bel-Air, la sublime propriété de Louis Mahé, une vieille villa créole de 295 mètres carrés, riche de 17 pièces au cœur d’un parc paysager de 20 000 mètres carrés, peuplé d’arbres centenaires. Inscrite à l’inventaire des monuments historiques depuis 1984, elle accueille aujourd’hui le consulat honoraire des Seychelles. Ensuite l’église de Sainte-Anne, elle aussi classée aux monuments historiques depuis les années 1980. Construite en 1857, avec sa façade au style baroco-exotique, couverte de motifs floraux, de guirlandes et de coquillages, édifiée à l’instigation du père Dodemberger, prêtre aux ambitions démesurées (qui y officia pendant un quart de siècle), elle sert de décor au mariage de Louis Mahé avec Julie.
Truffaut racontera souvent que La Sirène du Mississipi fut le tournage le plus heureux de sa carrière.[réf. nécessaire] Grâce à la beauté de l’île bien sûr, mais aussi grâce à ce qu’il vit en coulisses : les prémices de son histoire d’amour longtemps restée secrète avec Catherine Deneuve, alors qu’ils sont tous les deux logés dans la même résidence. Forcément tenu un peu à l’écart, Belmondo comprend vite ce qui se passe mais ne viendra pas gâcher la fête pour une raison simple : le bonheur qu’il éprouve à travailler avec Truffaut. « C’était très agréable de tourner avec lui car il aimait les acteurs », confiait-il au magazine Première en avril 1995.
La scène où Belmondo escalade un immeuble de trois étages en un long plan-séquence de trois minutes a été tournée dans le vieil Antibes. La fin du film a été tournée dans le massif de la Chartreuse, au Sappey-en-Chartreuse, dans un chalet où fut tourné quelques années auparavant Tirez sur le pianiste, avec Charles Aznavour et, des années après, Buffet froid, avec Gérard Depardieu et Bernard Blier[réf. nécessaire].

## Citation
Les derniers mots que prononce Jean-Paul Belmondo à Catherine Deneuve - « C'est une joie et une souffrance » - seront repris dans Le Dernier Métro, lorsque les personnages de Gérard Depardieu et Catherine Deneuve récitent les répliques de la pièce représentée dans l'histoire du film. De même pour l'expression  « L'amour fait mal ».
En hommage à Truffaut, François Ozon fait dire cette phrase à Catherine Deneuve dans le film Huit femmes (2002).
Truffaut fait également référence à plusieurs films de Jean Renoir. Le film s'ouvre sur un extrait de la Marseillaise (1938), le moment où la Garde suisse du Palais des Tuileries hésite à fraterniser avec la garde nationale. Le Crime de monsieur Lange (1936) est évoqué lorsque le personnage de Jean-Paul Belmondo indique à celui de Catherine Deneuve qu'il va voir Arizona Jim au cinéma, personnage créé par Amédée Lange (qu'interprète René Lefèvre) et figure principale du nouveau magazine développé par la coopérative d'employés des éditions Batala. Enfin, le plan final du film est une référence directe à celui de La Grande Illusion daté de 1937.
Ce film de Truffaut est d'ailleurs dédié à Jean Renoir.

## Orthographe du titre
Dans le titre du film, « Mississipi » est écrit avec un seul « p » car il est fait référence au nom du navire des Messageries maritimes, d'où débarque Marion Vergano et qui s'écrit ainsi (ancienne orthographe française du fleuve américain).
Dans le titre français du roman de William Irish, qui se déroule à La Nouvelle-Orléans, « Mississippi » s'écrit avec deux « p » et fait référence au fleuve.

## Accueil

### Accueil critique
Truffaut, plutôt soutenu par la critique jusque-là, reçoit ses premières flèches empoisonnées, soudain rhabillé en cinéaste bourgeois, déconnecté de la réalité et trahissant par son style les préceptes de la Nouvelle Vague dont il est issu.
Jean-Louis Bory écrit dans Le Nouvel Observateur : « C’est du Tirez sur le pianiste métamorphosé en article pour boutiques de très beaux quartiers avec couleurs idéales et vedettes internationales. Je regrette l’ancien, le pauvre, en noir et blanc. Car ces vedettes justement, elles encombrent. »

### Box office
Le film réunit malgré tout 1 221 007 spectateurs (pour un budget de 8 millions de francs), soit quasiment le même score que La mariée était en noir et le huitième meilleur résultat de toute la carrière de Truffaut.

### Accueil public
Le score reste décevant pour un film aussi cher, qui est mal accepté par le public. Ainsi que l’expliquait Belmondo dans Première en 1995 : « Dans un film d’action, si le gars finit en lopette, c’est pas bon ! Le public n’aime pas ça. Après La Sirène du Mississipi, quand j’allais à des matchs de boxe, les mecs me disaient : “Mais comment ! Vous vous faites torturer par cette gonzesse ! Vous devriez l’étrangler à la fin et vous bougez pas…” Ils étaient furieux ! »
Belmondo ajoute : « Après l’échec du film, [Truffaut] m’a même écrit une lettre pour s’excuser de m’avoir entraîné dans cette affaire. »

## Autour du film
En 1964, soit 5 ans plus tôt, Jean-Paul Belmondo jouait dans L'Homme de Rio de Philippe de Broca, aux côtés de Françoise Dorléac, la sœur aînée de Catherine Deneuve, qui tenait le rôle de la fiancée de Belmondo.
En 2015, Belmondo confie avoir tourné un bout d'essai avec Brigitte Bardot dans le rôle de Marion Vergano, finalement remplacée car indisponible. Un motif en contradiction avec ce que Bardot a elle-même, par ailleurs, déclaré.
En 2001 un remake américain est réalisé sous le titre Original Sin (Péché originel), avec Angelina Jolie dans le rôle de Marion.